# Al-Adijat
Al-Adijat (arab. ‏سورة العاديات‎) – setna sura Koranu. Zaliczana jest zwykle do wczesnych sur mekkańskich (ze względu na tematykę oraz formę literacką). Podobnie jak inne sury z okresu mekkańskiego zaczyna się od „przysięgi”. Jej nazwa pochodzi od pierwszego wyrazu „al-adijjat” (arab. ‘galopujące’).  

## Spory o egzegezę - przykłady

### Gdzie galopują?
Pierwsze 5 wersetów to poetycki fragment, i to on budzi największe kontrowersje wśród egzegetów. Po pierwsze ze względu na archaizmy i wyszukane słownictwo, a po drugie na niejasne sformułowania, właśnie z uwagi na to, że ma formę „przysięgi”. Najwyraźniej opisują one „ghazw” – natarcie wojsk muzułmańskich. Beduini ze względu na upały panujące na Półwyspie Arabskim przemieszczali się w nocy, tym bardziej wojownicy w pełnym rynsztunku, i atakowali nad ranem przeciwników jeszcze nie całkiem rozbudzonych ze snu. Taką interpretację proponował m.in. Ibn Abbas. Ale w tafsirach At-Tabariego (838-923), oraz Az-Zamachszariego (1075–1144), przytoczony został hadis, w którym Ali Ibn Abi Talib upomina Ibn Abbasa, żeby nie pouczał ludzi o tym, o czym nie ma pojęcia. Według Alego chodzi tu nie o bitwę, bo w tej używano zwykle koni, a nie wielbłądów, lecz o jeden z rytuałów odprawianych w czasie hadżdżu, kiedy przepędzane są wielbłądzice między wzgórzami Muzdalifa i Arafa.

### Konie czy wielbłądy?
Egzegeci nie są zgodni, czy chodzi tu o konie, czy o wielbłądy. Zwolennicy tezy, że chodzi tu o konie podnoszą argument, iż „dyszenie” (ad-dabh) to odgłos „dobywający się ze środka”, które wśród zwierząt wydają jedynie konie i psy; jeszcze inny komentator, w tafsirze Az-Zamachszariego, dodaje do tego lisy. Słowo nak’ (arab. نقعا) w czwartym wersecie, przetłumaczone przez J. Bielawskiego jako „kurz”, Al-Bajdawi w swoim tafsirze tłumaczy również jako zgiełk, wrzawę (صياح).

### Walory literackie
Sajjid Kutb w swoim w tafsirze „Fi zilal-i al-Kuran” podkreśla walory rytmiczne sury. Zauważa, że pierwszych 5 wersetów charakteryzuje się dynamiką i oddziałują one mocno na odbiorcę, przechodząc od jednego do drugiego niejako skokami. Następnie nagle się uspokajają, jakby skaczący osiągnął cel. Z kolei rytm i dynamika kolejnych wersetów współgrają z ich treścią: wizją wywróconych wnętrz grobów oraz ujawnionych wnętrz piersi, czyli serc ludzkich. Ten ostatni egzegeta, Sajjid Kutb (1906–1966), jest o tyle warty przywołania, iż posługuje się w swojej egzegezie językiem stosunkowo współczesnym, z uwzględnieniem zmian w arabszczyźnie, do jakich doszło bez wątpienia od okresu średniowiecza. Ponadto warto zwrócić uwagę na aliteracje w pierwszych 5 wersetach sury ("wa" i "fa") oraz paronomazje - zestawienie wyrazów o podobnych długościach samogłosek w sąsiadujących ze sobą wersetach (adijat - murijat - mughirat العاديات - الموريات - المغيرات), wreszcie rymy (صبحا ضبحا قدحا dabh-an, kadh-an, subh-an), które wpływają na jej rytmizację. Na podstawie tego widać, że tekst arabski Koranu traci wiele walorów w przekładzie na języki obce, nie tylko w sferze leksykalnej, ale i w warstwie fonetycznej. Są to cechy tzw. sadż, gatunku literackiego nazwanego w literaturze polskiej "prozą rymowaną". Sadż znajdzie zastosowanie w późniejszych latach, np. w literaturze adabowej i makamach.

## Tekst

### Transkrypcja
wa-al-adijjat dabh-an
fa-al-murijat-i kadh-an 
fa-al-mughirat-i subh-an
fa-asarna bi-hi nak'-an
fa-wasatna bi-hi dżam'-an
inna al-insan-a li-rabbi-hi la-kanud
wa-inna-hu li-hubb-i al-chajr-i la-szadid
a-fa-la ja'lamu iza bu'sira ma fi al-kubur
wa-hussila ma fi-as-sudur
inna rabba-hum bi-him jawma-izin la-chabir

### Przekład polski
Na galopujące, zadyszane, 
krzeszące iskry ognia, 
które ruszają do ataku rankiem,
wzbijając tuman kurzu, 
i wdzierają się w sam środek gromadnie! 
Zaprawdę, człowiek jest niewdzięczny względem swego Pana! 
I, zaprawdę, on sam jest tego świadkiem! 
Zaprawdę, jego miłość do dóbr jest ogromna. 
Czyż on nie wie, że kiedy zostanie wywrócone to, co jest w grobach, 
i kiedy zostanie wydobyte na jaw to, co jest w piersiach
- zaprawdę, tego Dnia, ich Pan będzie o nich doskonale powiadomiony!